# ویلیام بنتون
ویلیام بنتون (به انگلیسی: William Benton) سناتور سابق عضو حزب دموکرات ایالات متحده آمریکا بود. وی در سال ۱۹۴۹ تا ۱۹۵۳ میلادی سناتور ایالت کنتیکت در سنای ایالات متحده آمریکا بود.